# Rouleina eucla
Rouleina eucla är en fiskart som beskrevs av Whitley, 1940. Rouleina eucla ingår i släktet Rouleina och familjen Alepocephalidae. Inga underarter finns listade i Catalogue of Life.